# Новобиківська сільська рада
Новоби́ківська сільська́ ра́да — адміністративно-територіальна одиниця та орган місцевого самоврядування в Бобровицькому районі Чернігівської області. Адміністративний центр — село Новий Биків.

## Загальні відомості
- Населення ради: 2 765 осіб (станом на 2001 рік)

## Населені пункти
Сільській раді підпорядковані населені пункти:
- с. Новий Биків (2024 особи)
- с. Старий Биків (619 осіб)
- с-ще Чистопілля (122 особи)

## Склад ради
Рада складається з 16 депутатів та голови.
- Голова ради: Корнобай Михайло Михайлович
- Секретар ради: Тертій Наталія Віталіївна

### Керівний склад попередніх скликань
| Прізвище, ім'я, по батькові | Основні відомості                                                                       | Дата обрання | Дата звільнення |
| --------------------------- | --------------------------------------------------------------------------------------- | ------------ | --------------- |
| Корнобай Михайло Михайлович | Сільський голова, 1957 року народження, освіта середня спеціальна                       | 26.03.2006   | 31.10.2010      |
| Корнобай Михайло Михайлович | Сільський голова, 1957 року народження, освіта середня спеціальна, член Партії регіонів | 31.10.2010   |                 |

Примітка: таблиця складена за даними сайту Верховної Ради України

### Депутати
За результатами місцевих виборів 2010 року депутатами ради стали:

#### За суб'єктами висування
| Суб'єкт висування           | Кількість обраних депутатів | %    |
| --------------------------- | --------------------------- | ---- |
| Самовисування               | 10                          | 62,5 |
| Партія регіонів             | 5                           | 31,3 |
| Комуністична партія України | 1                           | 6,3  |

#### За округами
| № округу                    | Прізвище, ім'я, по батькові         | Дата визнання обраним | Освіта  | Партійна приналежність            | Відомості про обраного депутата                                 |
| --------------------------- | ----------------------------------- | --------------------- | ------- | --------------------------------- | --------------------------------------------------------------- |
| Комуністична партія України |                                     |                       |         |                                   |                                                                 |
| 7                           | Ярош Михайло Кузьмич                | 01.11.2010            | середня | член Комуністичної партії України | пенсіонер                                                       |
| Партія регіонів             |                                     |                       |         |                                   |                                                                 |
| 8                           | Верозуб Тетяна Петрівна             | 01.11.2010            | вища    | позапартійна                      | Новобиківська дільнична лікарня, фельдшер                       |
| 9                           | Єрмак Наталія Григорівна            | 01.11.2010            | вища    | позапартійна                      | Новобиківськийясла — сад «Яблунька», завідувачка                |
| 10                          | Дмитриченко Олександр Володимирович | 01.11.2010            | вища    | позапартійний                     | Новобиківський МНВК, вчитель                                    |
| 11                          | Лозинський Микола Григорович        | 01.11.2010            | вища    | член Партії регіонів              | СПДЛозинський М. Г., приватний підприємець                      |
| 14                          | Лутава Леонід Іванович              | 01.11.2010            | вища    | позапартійний                     | Новобиківський МНВК, вчитель                                    |
| Самовисування               |                                     |                       |         |                                   |                                                                 |
| 1                           | Тертій Наталія Віталіївна           | 01.11.2010            | вища    | позапартійна                      | Новобиківська сільська рада, секретар                           |
| 2                           | Ягола Валентина Михайлівна          | 01.11.2010            | вища    | позапартійна                      | Новобиківська дільнична лікарня, медична сестра                 |
| 3                           | Даценко Валентина Володимирівна     | 01.11.2010            | вища    | позапартійна                      | ТОВ «Козацьке», головний бухгалтер                              |
| 4                           | Демиденко Оксана Володимирівна      | 01.11.2010            | вища    | позапартійна                      | Старобиківський НВК, вчитель                                    |
| 5                           | Тертій Володимир Іванович           | 01.11.2010            | вища    | позапартійний                     | СПДТертій В. І., приватний підприємець                          |
| 6                           | Кожура Михайло Іванович             | 01.11.2010            | вища    | позапартійний                     | Новобиківська загальноосвітня школа I-III ст., вчитель          |
| 12                          | Лук'яненко Наталія Григорівна       | 01.11.2010            | вища    | позапартійна                      | Старобиківський фельдшерсько-акушерський пункт, завідувачка     |
| 13                          | Тіга Ірина Євгеніївна               | 01.11.2010            | вища    | позапартійна                      | Старобиківський НВК, директор                                   |
| 15                          | Майстро Валентина Олександрівна     | 01.11.2010            | вища    | позапартійна                      | Старобиківський НВК, вчитель                                    |
| 16                          | Торчило Світлана Петрівна           | 01.11.2010            | вища    | позапартійна                      | фельдшерсько-акушерський пункт с. Чистопілля, молодша медсестра |